# Burton Wendroff
Burton Wendroff (* 10. März 1930 in New York City) ist ein amerikanischer Mathematiker, der sich mit partiellen Differentialgleichungen, numerischer Analysis und angewandter Mathematik befasst.
Wendroff studierte an der New York University mit dem Bachelor-Abschluss in Physik und Mathematik 1951 und am Massachusetts Institute of Technology mit dem Master-Abschluss in Mathematik 1952. Danach war er am Los Alamos National Laboratory, wo er den Rest seiner Karriere blieb. 1958 wurde er bei Peter Lax an der New York University promoviert (Finite Difference Approximations to Solutions of Partial Differential Equations). Von 1966 bis 1974 war er Professor an der University of Denver. Neben seiner Mitgliedschaft am LANL war er Adjunct Professor an der University of New Mexico.
Die Lax-Wendroff-Methode zur Lösung hyperbolischer partieller Differentialgleichungen mit der Finite-Differenzen-Methode ist nach ihm und Lax benannt. Nach beiden ist der Satz von Lax-Wendroff benannt. Er ist Fellow der SIAM (2009).
Mit Tony Warnock schrieb er das Schach-Computerprogramm Lachex, das bei den Weltmeisterschaften im Computerschach in Köln 1986 und Madrid 1992 antrat.

## Schriften
- Theoretical Numerical Analysis, Academic Press, 1966
- The Theory and Practice of Computation, Addison-Wesley, 1966
- mit Lax Difference Schemes for Hyperbolic Equations with High Order of Accuracy, Comm. Pure Appl. Math., 17, 1964, 381–398
- mit H. B. Stewart Two-phase flow: models and methods, J. Comput. Phys.  56, 1984, 363–409
- mit Richard Liska Composite Schemes for Conservation Laws,. SIAM J. Numer. Anal. (SIAM) 35, 1998, 2250–2271
- The Riemann problem for materials with nonconvex equations of state I: Isentropic flow, J. Math. Anal. Appl., 38, 1972,  454–466
- mit Blair Swartz Generalized Finite-Difference Schemes, Math. Comput.,  23, 1969, 37–49.